# Фурка (Халкидики)
Фурка (грч. Φούρκα) је насељено место у општини Касандра у периферији Средишња Македонија, Грчка. Према попису из 2021. године било је 629 становника.
Према бугарском географу и историчару, Василу Канчову, у Фурки је 1900. године живело 420 Грка. Становништво Фурке је аромунског порекла, чији су се преци доселили у другој половини 18. века из истименог села у Епиру.